# 레트로 게임즈
레트로 게임즈(RETRO GAMES)는 대한민국의 게임 개발사이다. 어뮤즈월드와 싸이칸 엔터테인먼트와 같이 2007년에 합동 설립했다. 대표 이사는 전경수이다. Ez2DJ 온라인 트랙스를 개발하으나, 2009년 10월 19일 서비스가 종료되었다.